# Claude Goubet

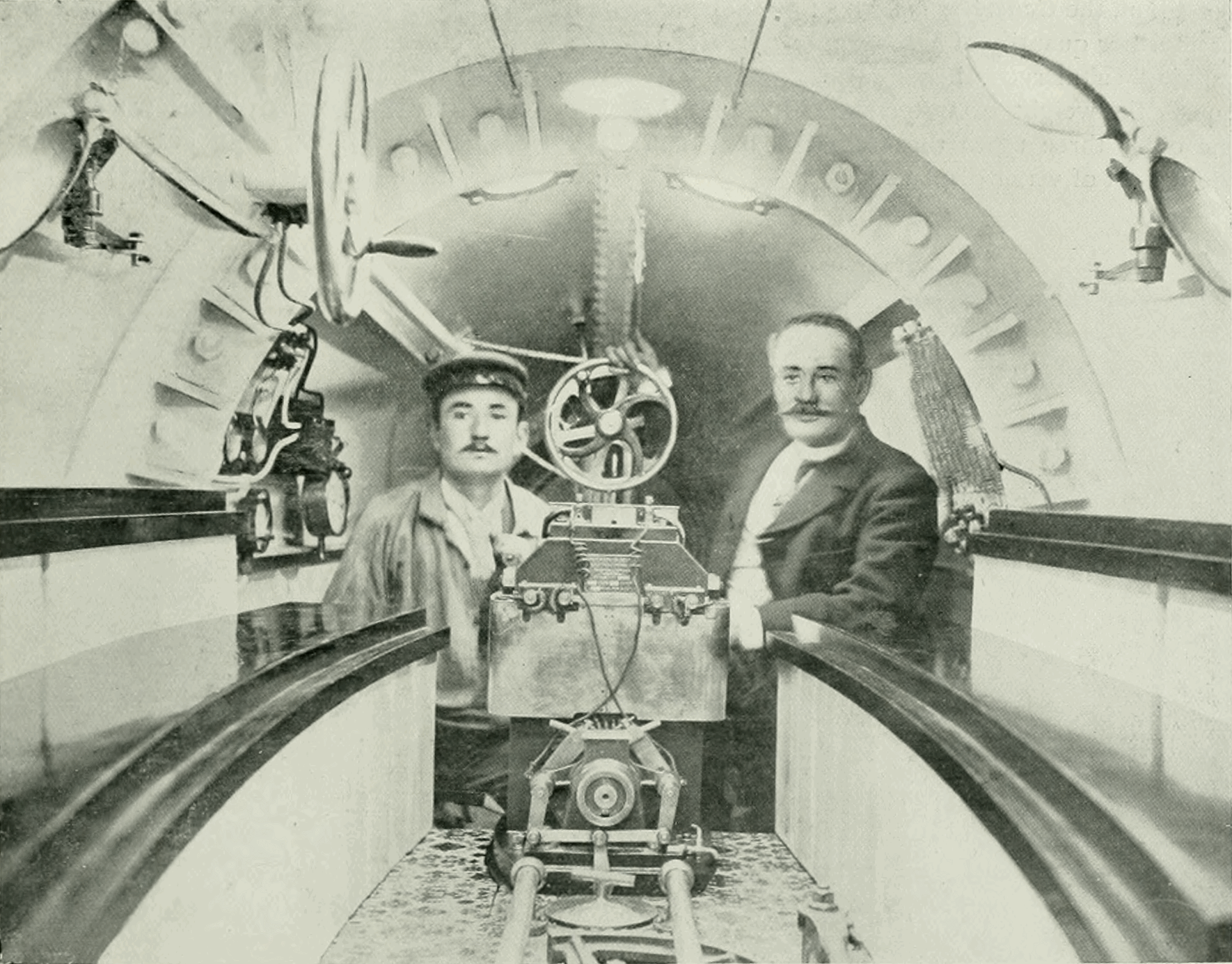
Claude Goubet (rechts) im Innern der Goubet II

Claude Désiré Goubet (* 1837 in Lyon; † 15. Januar 1903 in Paris) war ein französischer Ingenieur und Erfinder. Er baute das erste französische U-Boot.

## Leben
Claude Goubet wurde 1837 als Sohn des Ingenieurs Désiré Goubet, Depotleiter bei der Eisenbahngesellschaft Compagnie des Chemins de fer d'Orléans, in Lyon geboren. Ab 1853 studierte er wie sein Vater Maschinenbau an der École nationale supérieure d’arts et métiers. Goubet reichte zunächst Patente auf Druckmaschinen, Umspulmaschinen und Kupplungssysteme ein. Ab 1880 half Goubet dem polnischen Erfinder Stefan Drzewiecki bei der Konstruktion seiner U-Boote, indem er die Konstruktionspläne zeichnete. Ob Goubet auch zur Erfindung beitrug, ist nicht bekannt. So wurde er mit dieser Materie vertraut und entwickelte bald Pläne für ein eigenes französisches U-Boot. Er soll schon 1881 die Absicht entwickelt haben, ein U-Boot mit elektrischem Antrieb zu bauen.

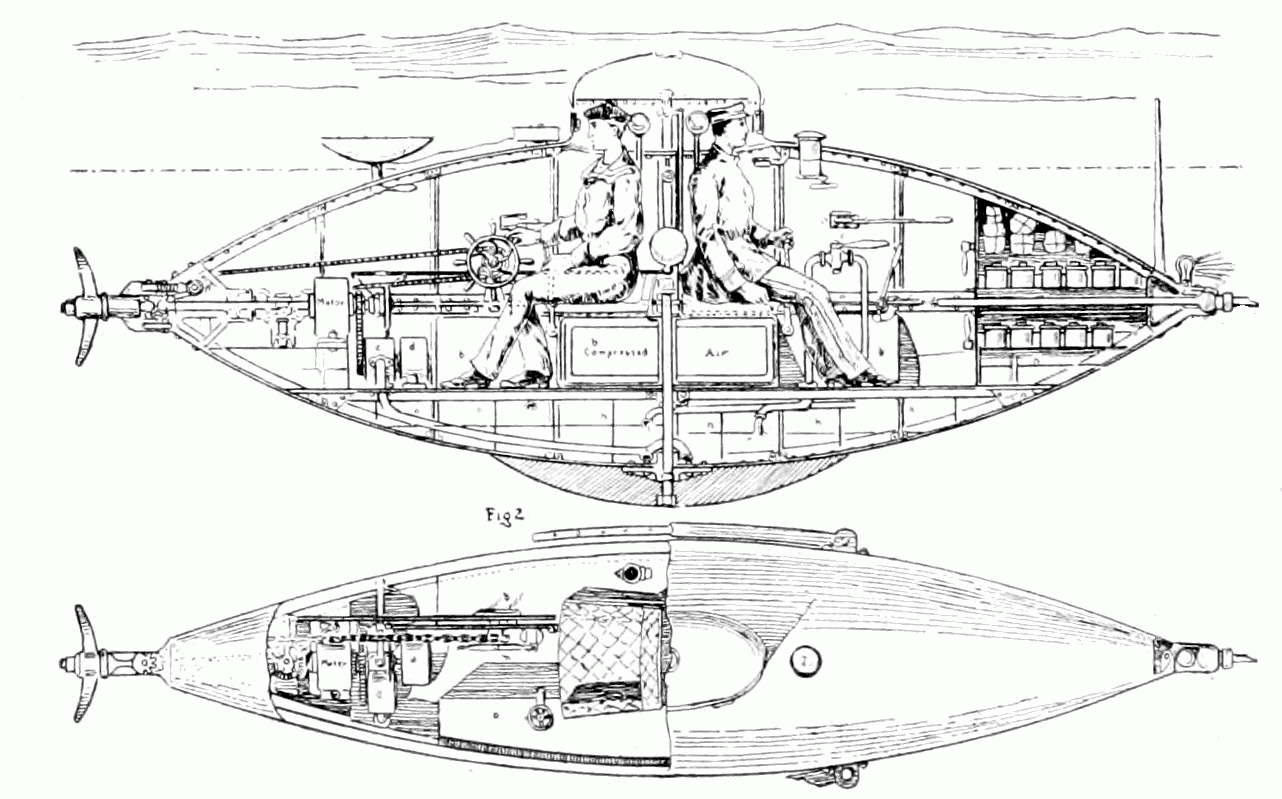
Plan der Goubet I

Am 26. Oktober 1885 reichte er ein Patent auf ein U-Boot mit elektrischem Antrieb ein. Am 15. Februar 1886 wurde er von der Patentkommission eingeladen, seine Erfindung vorzustellen. Der französische Marineminister Vizeadmiral Hyacinthe Aube, der die Marine modernisieren wollte, bestellte nach der Patenterteilung am 12. September 1886 ein U-Boot für 40.000 Franc bei Goubet. Die Ablieferung sollte bis zum 18. Dezember 1886 erfolgen. Am 26. September 1886 begann der Bau der Goubet I. Der Stapellauf fand jedoch erst im März des folgenden Jahres statt, und das Boot wurde erst am 2. November 1888 abgeliefert. Die Goubet I war das erste französische U-Boot und weltweit das zweite U-Boot mit elektrischem Antrieb. Das U-Boot wurde von der Französischen Marine in Cherbourg auf seine Funktionstüchtigkeit geprüft. Es konnte jedoch nicht die Tauchtiefe halten, und eine Geschwindigkeit von 5–6 Knoten in aufgetauchtem Zustand hielt man für nicht zeitgemäß. Auch nach mehreren Nachbesserungsversuchen wurde keine wesentliche Verbesserung erreicht, und so wurde das U-Boot auch wegen seiner geringen Größe endgültig abgelehnt. Man ermutigte Goubet jedoch zur Entwicklung eines größeren U-Boots und zahlte ihm 20.000 Franc.
Durch Berichte in der französischen Presse wurde Stefan Drzewiecki auf die Goubet I aufmerksam. Er warf Goubet vor, das U-Boot nach seinen Plänen gebaut zu haben. Zudem hatte Goubets Boot einen schwenkbaren Propeller, wie Drzewiecki ihn schon bei früheren Modellen eingesetzt hatte. Goubet erwiderte hierauf, dass nur die Hülle dem Entwurf Drzewieckis entspreche, jedoch der innere Ausbau auf seinen Entwürfen fuße.
1892 entwarf Claude Goubet eine U-Boot-Fähre. Die Toueur (Schleppschiff) sollte im Ärmelkanal zwischen Calais und Dover verkehren und bis zur Weltausstellung Paris 1900 fertiggestellt werden. Ihre Konstruktion ähnelte der Goubet I, hatte aber eine Länge von etwa 25 m und eine Höhe von etwa 5,50 m. Ähnlich wie bei der Kettenschifffahrt sollte am Meeresgrund ein Drahtseil von einem Ufer zum anderen verlegt werden. Die Toueur sollte in der Mitte über drei elektrisch angetriebene Umlenkrollen verfügen, über die das Seil geführt wurde, so dass sich die Fähre entlang des Seils fortbewegen konnte. Zusätzlich sollte sie über eine Schraube verfügen, um sich im Falle eines Seilrisses selbständig voranbewegen zu können. In den Häfen sollte es Wagen auf Schienen geben, auf die das U-Boot unter Wasser aufsetzen sollte. Die Schienen sollten aus dem Wasser direkt in den Bahnhof führen, wo die Gäste in den Zug umsteigen könnten. Die U-Boot-Fähre sollte eine Alternative zum Schiff darstellen und vor allem Menschen ansprechen, die an Seekrankheit litten, da unter Wasser die Wellenbewegung nicht spürbar sei. Die Toueur wurde jedoch nie gebaut.

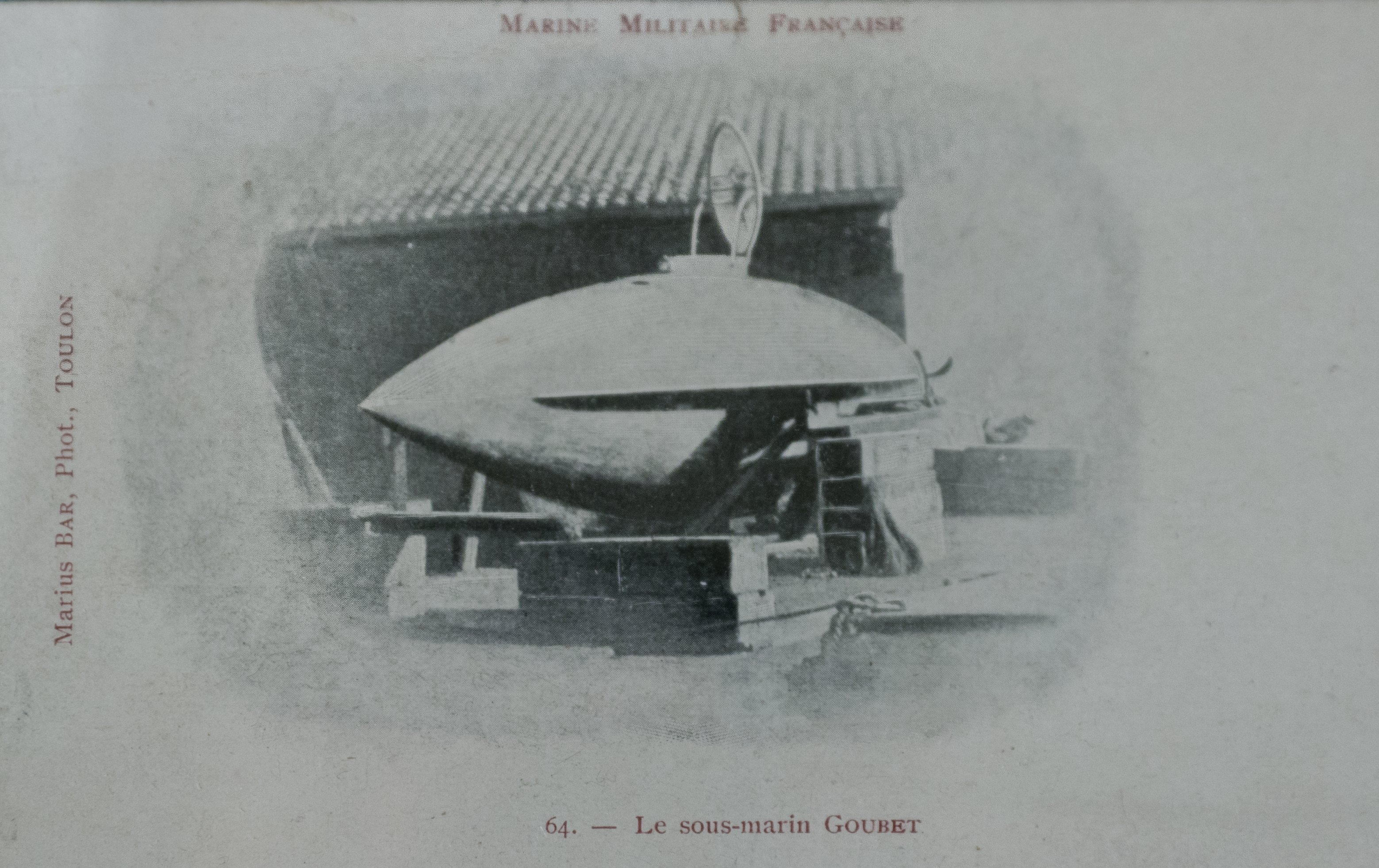
Die Goubet II im Militärhafen Toulon

In den folgenden Jahren entwickelte der Erfinder die Goubet II. Am 19. Juni 1894 orderte die brasilianische Regierung für die Marinha do Brasil fünf Einheiten dieses Typs im Wert von jeweils $ 48.250. Im Jahre 1895 lief die Goubet II vom Stapel. Sie wies gegenüber dem Vorgängerboot einige Verbesserungen auf. Nur ein Exemplar des U-Bootes konnte fristgerecht an Brasilien abgeliefert werden. In den Jahren 1899 bis 1901 präsentierte Goubet die Neuentwicklung der Französischen Marine. Diese zeigte jedoch kein Interesse, da das U-Boot nach Meinung des Marineministeriums wie das erste zu klein und zu langsam war. Camille Pelletan interessierte sich jedoch für die Goubet II, und als er 1902 Marineminister wurde, plante er den Bau einer weiterentwickelten Goubet II. Er geriet jedoch politisch unter Druck und musste davon Abstand nehmen. Inzwischen war Claude Goubet zahlungsunfähig geworden und verkaufte deshalb seine U-Boot-Patente an die British Submarine Boat Company. Am 12. September 1902 wurde die Goubet II zwangsversteigert.
Claude Goubet begab sich gebrochen und krank in das Hôpital de la Charité in die Obhut der Barmherzigen Brüder vom hl. Johannes von Gott. Hier starb er am 15. Januar 1903. Er fand auf dem Cimetière Montparnasse seine letzte Ruhe. Die Goubet I wurde am 7. Mai 1906 zum Abwracken nach Noyon verkauft.